# Nemška vas, Ribnica
Nemška vas este o localitate din comuna Ribnica, Slovenia, cu o populație de 268 de locuitori.